# Viki Fleckenstein
Viki Fleckenstein, ameriška alpska smučarka, * 20. september 1955, Syracuse, New York, ZDA.
Nastopila je na Svetovnem prvenstvu 1978, kjer je osvojila dvanajsto mesto v veleslalomu. V svetovnem pokalu je tekmovala šest sezon med letoma 1975 in 1980 ter dosegla eno uvrstitev na stopničke v paralelnem slalomu. V skupnem seštevku svetovnega pokala je bila najvišje na devetnajstem mestu leta 1979, ko je bila tudi sedma v veleslalomskem seštevku.